# 李應公
李應公（？—？），號陶門，四川成都府左護衛軍籍，明朝官员，同进士出身。

## 生平
明神宗萬曆四十年（1612年）壬子科四川鄉試第二十八名舉人，四十七年（1625年），李應公考中己未科會試二百九十九名，廷試三甲一百十九名进士，刑部觀政，四十八年授湖廣钟祥县知县，天啓二年（1622年）調任江夏县，四年本省同考，五年行取考选，授河南道監察御史，养病。七年四月復補原职，巡视中城，巡按陕西，八月以殿工叙恩，加升一级，加升太仆寺少卿，之后巡按陕西。崇祯元年（1628年）授陕西参议，本年丁憂歸。

## 家族
曾祖李藻。祖父李崇儒。父李桂芳。